# Stylodesmus sanantoni
Stylodesmus sanantoni är en mångfotingart som beskrevs av Velez 1967. Stylodesmus sanantoni ingår i släktet Stylodesmus och familjen fingerdubbelfotingar. Inga underarter finns listade i Catalogue of Life.